# کره‌ای‌های ایران
حضور کره‌ای‌ها در ایران به دههٔ ۱۹۷۰ (دههٔ ۱۳۵۰) زمانیکه مهاجرت‌های نیروی کار کره‌ای‌ها به این کشور سرازیر شد بازمی‌گردد. هر چند که بیشترشان به وطنشان بازگشتند یا به کشورهای دیگر نقل مکان کردند تا آنجا که بنا به آمار وزارت امور خارجه و تجارت کرهٔ جنوبی در سال ۲۰۱۱ (۱۳۸۹–۱۳۹۰) تنها ۴۰۵ کره‌ای در ایران زندگی می‌کردند.

## مهاجرت

### مهاجران کرهٔ جنوبی
مهاجرت از کرهٔ جنوبی به ایران با نرخ متوسط سالانهٔ ۹۰٪ در بین سالهای ۱۹۷۱ (۱۳۴۸) و ۱۹۷۷ (۱۳۵۵) افزایش یافت در حالی‌که تعداد کل مهاجرتهای کره‌ای‌ها تنها با نرخ متوسط سالانهٔ ۱۸٪ در همین بازه افزایش می‌یافت. کره جنوبی‌هایی که کشور مادری خویش را به قصد ایران ترک می‌کردند در سال ۱۹۷۱ (۱۳۴۸) تنها ۰/۲٪ از مهاجرتهای ثبت‌شدهٔ رسمی را تشکیل می‌دادند (حداکثر ۱۵۰ نفر)، و تنها ۱۷۷ نفر در سال ۱۹۷۴ (۱۳۵۲)، اما ۱/۸٪ در سال ۱۹۷۵ (۱۳۵۳) (۲۴۰۲ نفر) و ۳/۴٪ در سال ۱۹۷۷ (۱۳۵۵) (۶۲۶۴ نفر). بیشتر غالب آنها مرد بودند.
اولین طرح بزرگ مهندسی  هیوندای در کل خاورمیانه قراردادی در ۱۹۷۵ (۱۳۵۳) برای ساخت بزرگترین کارخانه کشتی سازی جهان  نزدیک بندرعباس بود که با مشارکت میتسوبیشی ژاپن و زیمنس آلمان انجام میشد . آنها و همنوعانشان به سرعت تجارتشان را در منطقه گسترش دادند. بین ۱۹۷۷ (۱۳۵۵) و ۱۹۷۹ (۱۳۵۷) نزدیک به ۳۰۰٬۰۰۰ کارگر کرهٔ جنوبی از دو جین شرکت برای کار به خاورمیانه آمدند. بزرگ‌ترین قسمت آنها به عربستان سعودی رفتند، ولی هنوز ایران نیز مقصد اصلیای به‌شمار می‌آمد. در نقطهای از زمان مهاجران به ایران ۱۷٪ از کل مهاجران به منطقه را دربرگرفت. در کل، در دههٔ منتهی به ۱۹۷۵ (۱۳۵۳)، ۲۵۳۸۸ کرهٔ جنوبی‌تبار به ایران رفتند.دردهه ۷۰میلادی  حدود ۲۰۰۰ نفر اپراتور ماشین آلات نساجی ازکره جنوبی درشهر صنعتی البرز قزوین مشغول به کار بودند.همچنین فاز دوم ساخت  شهرک اکباتان توسط کره ای ها انجام شد. 
انقلاب ۱۹۷۹ (۱۳۵۷) ایران تأثیر منفی‌ای بر تجارت کرهٔ جنوبی در ایران گذاشت، همچنین باعث خطرهایی برای کارگران کرهای در این کشور شد. در یک مورد که انقلابیون به یک کارگاه ساخت برای بیرون راندن «اشرار خارجی» هجوم آوردند، پنج کارگر کشته و بیست نفر دیگر در تصادف ترافیک خیابانی در حالی که فرار می‌کردند مجروح گشتند. نیروی هوایی کره می‌بایست برای انتقال اتباع کرهای خبر داده می‌شد. تعداد کره جنوبی‌هایی که به ایران می‌رفتند از ۷٬۴۱۸ نفر در سال ۱۹۷۸ (۱۳۵۶) به ۶۴ نفر در سال ۱۹۷۹ (۱۳۵۷) و تنها ۳۰ نفر در ۱۹۸۰ (۱۳۵۸) کاهش یافت ولی در ۱۹۸۵ (۱۳۶۳) نرخ مهاجرت به تقریباً نصف میزان پیش از انقلابش یعنی ۳٬۶۶۹ نفر بهبود یافت. هر چند به خاطر تأثیرات اقتصادی انقلاب و جنگ ایران-عراق و افزایش هزینه‌های نیروی کار کرهٔ جنوبی، عادت وارد کردن نیروی کار از کرهٔ جنوبی برای کار در خاورمیانه به آهستگی رواجش را در اواخر دههٔ ۱۹۸۰ (۱۳۶۰) از دست داد. برای نمونه، نسبت نیروهای کرهای در حال کار در پروژه‌های ساختمانی هیوندای از ۷۰٪ به تنها ۲۰–۳۰٪ کاهش یافت و جای آنها را نیروهای محلی گرفت.
در ۲۰۰۹ (۱۳۸۸)، تنها ۶۱۴ کره‌ای‌تبار در ایران ماند. آنها اغلب شامل نماینده‌های کره، تبعید شده یا فراریهای سیاسی، و کره ای‌هایی که با ایرانی‌ها ازدواج کرده بودند می‌شدند. در ۲۰۱۱ (۱۳۹۰)، تعداد تبعه‌های کره‌ای یا افراد با ملیت سابق کره‌ای بیشتر کاهش یافت، ۴۰۵ نفر در میان آنها ۴۲ نفر (۳ مرد و ۳۹ زن) ملیت ایرانی داشتند، ۲۰ نفر دانشجوی بین‌المللی بودند، و ۳۴۲ نفر باقی مانده ویزاهای از نوع دیگری داشتند. بیشتر آنها (۳۱۵ نفر) در تهران زندگی می‌کردند و جمعیت کمتری از ۳۲ نفر در عسلویه بودند.

### مهاجران کرهٔ شمالی
مردم کره شمالی نیز در ایران حضور داشته‌اند، عمدتاً برای همکاریهای تحقیقاتی فیزیک نظری. بنا به گزارش لس آنجلس تایمز یک هتل در تهران و هتلی دیگر در ساحل دریای مازندران برای استفادهٔ سیاستمداران کرهٔ شمالی اختصاص داده شده‌اند.

## سازمانهای اجتماعی
انجمن کره ای‌های ایران (이란한인회) در سال ۱۹۷۰ (۱۳۴۷) تأسیس شد. مدیر آن، سئونگمی جُو(조성미) از دانشگاه هانیانگ (한양) فارغ‌التحصیل شده بوده و پیشتر به عنوان رقاص باله کار می‌کرده‌است. او با همسر ایرانی اش زمانی که در دانشکدهٔ کشاورزی سئول (که امروزه بخشی از دانشگاه سئول است) به عنوان یک دانشجوی بین‌المللی تحصیل می‌کرده‌است در ۱۹۷۷ (۱۳۵۵) آشنا می‌شود و به دنبال او به ایران می‌آید. او به این سمت در ۱۹۹۷ (۱۳۷۵) منسوب می‌شود. در ۲۰۰۶ (۱۳۸۵) این انجمن حداکثر ۳۰۰ عضو داشت.
مدرسهٔ انحصاری تبعه‌های کره‌ای در ایران که مدرسهٔ کره‌ای تهران (테헤란한국학교) نام دارد (که به مدرسهٔ سفارت کره نیز شناخته شده‌است) در ۳۰ آوریل ۱۹۷۶ یعنی ۱۰ اردیبهشت ۱۳۵۴ بنا شد. در این مدرسه، کره‌ای به عنوان زبان اصلی و زبان تدریس، انگلیسی برای علوم و کلاس‌های رایانه و فارسی به عنوان زبان خارجه استفاده و تدریس می‌شوند. در سال ۲۰۰۲ (۱۳۸۱) ۲۹ دانش‌آموز ابتدایی داشته‌است.